# Randal Oto’o
Junior Randal Oto’o Zué (ur. 23 maja 1994 w Libreville) – gaboński piłkarz grający na pozycji środkowego obrońcy. Od 2023 jest zawodnikiem klubu GSI Pontivy.

## Kariera klubowa
Swoją karierę piłkarską Oto’o rozpoczął w klubie AS Stade Mandji. W sezonie 2011/2012 zadebiutował w jego barwach w gabońskiej ekstraklasie. W 2012 roku przeszedł do klubu SC Braga. W sezonie 2012/2013 grał w jego rezerwach w Segunda Liga.
Latem 2013 Oto’o został wypożyczony do Leixões SC. Swój debiut w nim zaliczył 24 listopada 2013 w zremisowanym 1:1 domowym meczu z Moreirense FC. W Leixões spędził rok. W sezonie 2013/2014 ponownie grał w rezerwach Bragi.
Latem 2015 Braga wypożyczyła Oto’o do CD Tondela, beniaminka Primeira Liga. Swój debiut w Tondeli zanotował 27 września 2015 w przegranym 0:1 wyjazdowym spotkaniu z CS Marítimo.
W 2016 roku Oto’o przeszedł do KVC Westerlo.
| Sezon   | Klub            | Kraj       | Rozgrywki               | Mecze | Gole |
| ------- | --------------- | ---------- | ----------------------- | ----- | ---- |
| 2011/12 | AS Stade Mandji | Gabon      | Championnat National D1 | ?     | ?    |
| 2012/13 | SC Braga B      | Portugalia | Segunda Liga            | 19    | 0    |
| 2013/14 | Leixões SC      | Portugalia | Segunda Liga            | 23    | 0    |
| 2014/15 | SC Braga B      | Portugalia | Segunda Liga            | 29    | 0    |
| 2015/16 | CD Tondela      | Portugalia | Primeira Liga           | 19    | 0    |
| 2016/17 | KVC Westerlo    | Belgia     | Eerste klasse           | 0     | 0    |
| 2017/18 | KVC Westerlo    | Belgia     | Tweede klasse           | 21    | 0    |

## Kariera reprezentacyjna
W reprezentacji Gabonu Oto’o zadebiutował 10 stycznia 2013 w zremisowanym 1:1 towarzyskim meczu z Tunezją. W 2015 roku został powołany do kadry na Puchar Narodów Afryki 2015. Nie zagrał w nim w żadnym meczu.